# 徐中齊
徐中齊（1901年—1983年1月23日）號中公，四川省敘永縣小洞鄉劉家田人（現改為興隆鄉），中华民国政治人物。徐達之後，遠祖以提督軍門入川南，家敘永，大父子唐公徐敏中光緒十二年丙戌科進士、伯父階雲公徐心泰光緒十五年己丑科進士、父禧九公諱心承。民國37年（1948年）在四川省第四選區得435349第一高票當選第一屆立法委員。

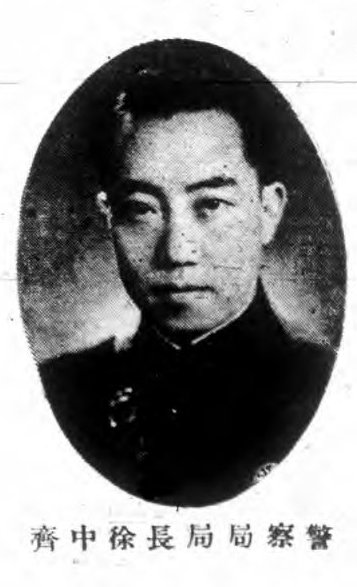
重慶市警察局局長徐中齊

## 生平[3][4][5][6]
毕业于永寧中學堂、四川省立第一中學及省立法政專門學校、陸軍軍官學校第四期（畢業於第五期工科）。
民國15年(1926)：22歲,追隨總戎蔣委員長東征西討南征北伐，深受領袖特達倚重賞識。
民國16年(1927)：23歲,任國民革命軍總司令部直屬第四總醫院少將黨代表。
民國17年(1928)：24歲,因功升任國民革命軍第十三軍中將政治部主任。
民國18年7月18日，任中國國民黨四川省黨部黨務執行委員；11月25日任黨務指導委員會組織部長。中國國民黨第三、四、五次代表大會代表。
民國21年(1932)：28歲，陝西省黨部黨務特派員未就，赴德、奧研習市政警政：奧地利維也納警官學校.聯邦警察大學畢業.義大利.德國柏林警察廳進修實習畢業、駐德奧總支部常務委員。
民國27年(1938)：34歲，9月5日，奉領袖電召回國，命掌抗戰時期陪都重慶特別市警察局局長、兼任重慶市防護團團長。11月18日，再任重慶市動員委員會委員。
民國28年(1939)：35歲，2月6日，派任中央警官學校校務委員。
民國29年(1940)：36歲，6月17日，兼任國民大會代表選舉總事務所幹事。
民國29年(1940)：36歲，1月16日，兼任重慶市菸民勒戒所所長。中央警官學校教務處長、副教育長。
民國32年4月12日，三民主義青年團中央監察會監察。
民國33年(1944)：40歲，5月8日，再任重慶市警察局局長
民國33年12月22日，免重慶市警察局局長，任重慶陪都市民自由獻金勸募總隊隊長、重慶市知識青年志願從軍征集委員會委員兼總幹事。
民國33年(1944)：40歲，12月調四川省會警察局局長，35年11月辭。
民國38年1月，兼四川省黨政軍聯合委員會（特委會）秘書處主任秘書、四川反共救國軍別働軍總司令。來台任立法委員兼任：東吳、滬江、聯合法商學院法學教授。
民國72年(1983)：82歲，1月23日午後2時二十分病逝於榮民總醫院。

## 著作
- 《國民法典》，文風書局，民國33年5月[1944]
- 《德國刑事警察概論》，重慶市正中書局，民國31[1942]
- 《戶籍行政概要》，中央警官學校，民國30[1941]．01
- 「歡迎南洋僑胞並介紹本校」，中央警官學校校刊，1942第4期，38-57
- 「今後的警察教育」，中央警官學校校刊，1942第2期，44-48
- 「對於四川省會警察之期望」，1945第2期，1-2
- 「親承總統蔣公教誨的追憶」，四川文獻，165, pp.25~29, 1977年12月